# Stalinistična represija v Mongoliji
Stalinistična represija v Mongoliji (mongolsko: Их Хэлмэгдүүлéт, Ikh Khelmegdüülelt, "velika represija") se nanaša na 18-mesečno obdobje povečanega političnega nasilja in preganjanja v Mongolski ljudski republiki med letoma 1937 in 1939, v času stalinizma. Represija je bila razširitev Stalinovih čistk (znanih tudi kot velika čistka), ki so se izvajale po vsej Sovjetski zvezi približno v istem času. Sovjetski uslužbenci sovjetske tajne policije NKVD so pod nominalnim vodstvom mongolskega dejanskega voditelja Khorloogiina Choibalsana preganjali na tisoče posameznikov in organizacij, ki so jih označevali kot grožnje mongolski revoluciji in naraščajočemu sovjetskemu vplivu v državi. Tako kot v Sovjetski zvezi so metode zatiranja vključevale mučenje, nazorna sojenja, usmrtitve in zapore v oddaljenih taboriščih za prisilno delo, pogosto v sovjetskih gulagih. Ocene smrtnih žrtev se razlikujejo, vendar je bilo usmrčenih nekje med 20.000 in 35.000 ljudi, ki so jih sovjetski komunisti obravnavali za "sovražnike revolucije", kar je predstavljalo tri do pet odstotkov celotnega prebivalstva Mongolije v tistem času. Med žrtvami so bili obtoženi zagovarjanja tibetanskega budizma, pan-mongolskega nacionalizma in pro-japonskih čustev. Največ žrtev so utrpeli budistična duhovščina, aristokrati, politični nasprotniki ter etnični Burjati in Kazahi.

## Ozadje

### Predhodno obdobje: 1921—1934
Po mongolski revoluciji leta 1921 so notranji spopadi znotraj vladajoče Mongolske ljudske revolucionarne stranke (MPRP) povzročili več valov nasilnih političnih čistk, ki so jih pogosto spodbujali in jim pomagali Kominterna ali sovjetski agenti in vladni svetovalci. Avgusta 1922 so Dogsomyn Bodoo, prvi predsednik vlade revolucionarnega obdobja, in 14 drugih usmrtili brez sojenja, potem ko so pod mučenjem, ki so ga izvajali sovjetski agenti priznali, da so sodelovali pri strmoglavljenju vlade. Dve leti pozneje je bil Bodoojev glavni obtoževalec, Soliin Danzan, usmrčen med tretjim partijskim kongresom zaradi zastopanja "buržoaznih interesov". Leta 1928 je bilo več vidnih članov MPRP, vključno z Ajvaagiinom Danzanom, Jamsrangiinom Tseveenom, Tserenom-Ochirynom Dambadorjem in Navaandorjiinom Jadambaom, zaprtih ali izgnanih v obsežni čistki osumljenih desničarjev, ko je država izvedla svoje "levičarsko obdobje" hitrejše kolektivizacije in razlastitve zemljišča, in preganjanje budistične cerkve. Potem ko so ti drastični ukrepi povzročili ljudske vstaje po vsej državi leta 1932, je bilo več najbolj trdovratnih levičarjev MPRP, vključno z Zolbingiinom Shijeejem, Ölziinom Badrakhom in premierom Tsengeltiinom Jigjidjavom, obtoženih, uradno izključenih iz partije in pozneje usmrčenih med veliko stalinistično represijo.
V letih 1933–34, kar velja za generalne priprave na čistke v letih 1937–1939, so bili generalni sekretar MPRP Jambyn Lkhümbe in drugi člani MPRP, lažno obtoženi zarote z japonskimi vohuni. Več kot 1500 ljudi je bilo zaprtih in 56 je bilo usmrčenih. Situacijo v državi je deloma spodbudila japonska invazija na sosednjo Mandžurijo leta 1931. Za obrambo pred morebitno japonsko vojaško ekspanzijo na sovjetski Daljni vzhod je sovjetski predsednik Stalin poskušal politično stabilizirati Mongolijo z odpravo opozicije vladi, ki jo je podpirala Sovjetska zveza, in zagotovitvijo sporazuma, ki je dovoljeval nastanitev enot Rdeče armade v državi.

## Velika represija
V naslednjih treh letih so sovjetski mentorji na ministrstvu za notranje zadeve pripravljali priprave pri načrtovanju in izvajanju bližajočih se čistk, ki jih je izvedel sovjetski diktator Josif Stalin. Pod vodstvom svojega sovjetskega kolega Matveya Petroviča Chopyaka je Čojbalsan maja 1936 dal spremeniti pravila odbora za notranje zadeve, da bi olajšali pridržanje visokih politikov brez predhodnega posvetovanja s političnimi nadrejenimi. Kmalu zatem je bilo aretiranih 23 visoko pozicioniranih menihov zaradi sodelovanja v "kontrarevolucionarnem centru". Po enoletnem sojenju so jih javno usmrtili v začetku oktobra 1937. Ko je mongolski generalni tožilec protestiral proti njihovemu pregonu, so tudi njega aretirali in nato ustrelili.
Avgusta 1937 je 36-letni maršal Gelegdorjiin Demid umrl v sumljivih okoliščinah, zaradi česar je Čojbasan napredoval dvojno vlogo edinega vrhovnega poveljnika mongolske vojske in ministra za obrambo. Naslednji dan je Čojbasan kot notranji minister izdal ukaz 366, ki je izjavil, da so mnogi v Mongoliji "padli pod vpliv japonskih vohunov in provokatorjev." Istega meseca je Stalin, vznemirjen zaradi napredovanja japonske vojske v Mandžuriji, ukazal namestitev 30.000 vojakov Rdeče armade v Mongoliji in poslal veliko sovjetsko delegacijo v Ulan Bator pod vodstvom namestnika sovjetskega komisarja NKVD Mihaila Frinovskega. Frinovsky, obtožen sprožitve nasilnih čistk, ki jih je tako učinkovito izvajal v Sovjetski zvezi pod vodstvom šefa NKVD Nikolaja Ježova, je Čojbasan izročil seznam 115 protirevolucionarjev in japonskih kolaborantov, pri čemer je priporočil, naj jih usmrtijo. Frinovsky je s pomočjo sovjetskih svetovalcev, ki so že bili vključeni v notranje ministrstvo, pripravil usmrtitveni seznam; priprava seznamov za aretacije in sestavljanje Komisije za izredne čistke, trojice v slogu NKVD (ki jo je vodil Čojbasan, z ministrom za pravosodje Tserendorjem in nekdanjim sekretarjem MPRP Dorjjavynom Luvsansharavom), ki je vodila primere aretacij, preiskave in nazorna sojenja, ki so vključevala »lame, vohunjenje in protirevolucijo. Aretacija 65 visokih vladnih uradnikov v noči na 10. september 1937 je nakazala resen začetek čistk. Vsi so bili obtoženi vohunjenja za Japonsko kot del zarote Genden-Demid in večina je izmišljene obtožbe priznala pod intenzivnim mučenjem. Prvo nazorno sojenje je bilo izvedeno v Ulan Batorju od 18. do 20. oktobra 1937. Od 14 obtoženih jih je bilo 13, vključno z nekdanjim predsednikom vlade (1921) in glavnim upravnikom samostana Manzushir Sambadondogiinom Tserendorjem, obsojenih na smrt.
Sledil je val nasilja, ki je trajal skoraj 18 mesecev. Čojbasanova služba je odobrila in izvedla usmrtitev več kot 18.000 protirevolucionarjev. Menihi, ki niso bili usmrčeni, so bili vpoklicani v mongolske oborožene sile ali kako drugače prisilno najeti, medtem ko je bilo v državi porušenih in uničenih 746 samostanov. Na tisoče disidentskih intelektualcev, političnih in vladnih uradnikov, označenih za "sovražnike revolucije", ter etničnih Burjatov in Kazahstancev je bilo prav tako aretiranih in ubitih. Usmrtili so približno 25 oseb z najvišjih položajev v partiji in vladi, 187 iz vojaškega vodstva, 36 od 51 članov Centralnega komiteja. Čojbalsan je po ruskem vzoru odprl koncentracijska taborišča Gulag na podeželju, da bi zaprl disidente, medtem ko so druge pripeljali v Gulage v Sovjetski zvezi. Ker je NKVD učinkovito upravljala čistke z uprizarjanjem nakaznih sodnih procesov in izvajanjem usmrtitev, je bil Čojbasan, pogosto pijan, včasih prisoten med mučenjem in zasliševanjem osumljenih protirevolucionarjev, vključno s starimi prijatelji in tovariši. Čojbasan je izdal ukaze NKVD o usmrtitvah, včasih osebno vodene usmrtitve. Dodal je tudi imena političnih sovražnikov na sezname za aretacije NKVD zgolj zato, da bi poravnal stare račune. Kljub temu, tudi ko je poskušal prizanesti žrtvam s priporočili prizanesljivosti v določenih primerih, so častniki NKVD pogosto preglasili njegovo odločitev.

### Konec velike represije
Čojbalsan, ki je bil pod stresom, je šest mesecev (avgust 1938 – januar 1939) okreval in se posvetoval s Klimentom Vorošilovom, Nikolajem Ježovom in Stalinom v Moskvi in Sočiju, medtem ko so agenti NKVD in uradniki notranjega ministrstva izvajali čistke v Ulan Batorja. Ko se je vrnil v Mongolijo, je Čojbalsan sledil sovjetskim navodilom in dal usmrtiti Mongolijskega premierja Amarja, ki je bil v državi tudi zelo priljubljen. Čojbalsan je trdil, da je "pomagal protivladnim zarotnikom, nasprotoval njihovi aretaciji, zanemarjal obrambo meja ter izdal svojo državo in bil izdajalec revolucije." Po usklajeni propagandni kampanji je bil Amar aretiran 7. marca 1939 in poslan v Sovjetsko zvezo, kjer mu je kasneje sodili in ga usmrtili.  
Po usmrtitvi je Čojbalsan postal nesporni vodja Mongolije, hkrati pa je bil tudi predsednik vlade, minister za notranje zadeve, minister za vojno in vrhovni poveljnik mongolskih oboroženih sil. Zavarovan na svojem položaju je Čojbalsan aprila 1939 končal teror z izjavo, da so ekscesne čistke izvajali preveč vneti partijski funkcionarji, medtem ko je bil odsoten v Sovjetski zvezi, a da je nadzoroval aretacije pravih "izdajalcev". Uradna krivda za čistke je padla na namestnika ministra za notranje zadeve Nasantogtoha in njegovega nekdanjega sovjetskega vodjo Kičikova. Kasneje so aretirali in usmrtili tudi druge privržence čistk, vključno z Luvsansharavom, Bayasgalanom, Dashtsevegom in Luvsandorjem. Dansranbilegiin Dogsom in Darizavyn Losol, zadnja dva še živa člana (poleg Čojbalsana samega) od prvotnih sedmih ustanovnih članov MPRP, sta bila pravtako aretirana. Dogsom je bil usmrčen leta 1941. Losol je umrl v sovjetskem zaporu, preden so mu začeli soditi.  

## Zapuščina
Do konca čistk v začetku leta 1939 je bil celoten sloj mongolske družbe dejansko iztrebljen, medtem ko je velik del mongolske kulturne dediščine ostal v ruševinah. Približno 18.000 državljanov je bilo obsojenih na smrt, na tisoče drugih pa je bilo aretiranih in vpoklicanih v mongolsko vojsko. Uničenih in porušenih je bilo več kot 700 budističnih samostanov. Revolucionarni razred stare garde, ki je veljal za močno nacionalističnega, je bil zatrt; usmrčenih je bilo petindvajset ljudi z najvišjih položajev v partiji in vladi (vključno z nekdanjima premierjema Peljidiinom Gendenom in Anandynom Amarjem), 187 iz vojaškega vodstva in 36 od 51 članov Centralnega komiteja. Čojbalsan je postal neposredni voditelj Mongolije ob podpori sovjetskih svetovalcev in vse večje prisotnosti Rdeče armade v državi. 
Pozneje po koncu stalinistične represije je bil kakršen koli javni diskurz o tem odsvetovan ali obsojen. V času njegove smrti leta 1952 so Čojbalsana na splošno objokovali kot junaka, domoljuba in nazadnje mučenika za mongolsko neodvisnost. Ostanki njegovega močnega kulta osebnosti, pa tudi uspešna prizadevanja njegovega naslednika Tsendenbala, da bi oviral prizadevanja za "destalinizacijo", ki bi lahko razkrila čistke, so pomagali utrditi pozitivno mnenje, ki so ga številni Mongolci imeli do svojega nekdanjega predsednika. Nekateri učenjaki menijo, da je nagnjenost Mongolovcev, da se izogibajo obtoževanju Čojbalsana za čistke, dejansko poskus, da bi se oprostili tega, kar se je zgodilo. Javna jeza nad nasiljem čistk je padla predvsem na Sovjetsko zvezo in NKVD, pri čemer se na Čojbalsana sočutno (če ne patetično) gleda kot na marioneto, ki ni imel veliko izbire, kot da sledi navodilom Moskve ali pa, da ga doleti ista usoda svojih predhodnikov Gendena in Amarja. 
S koncem komunistične vladavine leta 1990 pa je prišlo do ponovnega preučevanja komunističnega obdobja, zlasti stalinistične represije, in zdi se, da poskušajo nekateri Mongolci preteklost države razumeti v splošnejšem kontekstu. Leta 1991 so v bližini Möröna odkrili množično grobišče posmrtnih ostankov menihov, usmrčenih med stalinistično represijo, leta 2003 pa so v Ulan Batorju našli še eno množično grobišče usmrčenih menihov. Izkopali so trupla na stotine usmrčenih civilistov, vsi so bili ubiti z enim samim strelom v lobanjo.Istočasno so si različne skupine prizadevale obnoviti številne templje in samostane, ki so bili uničeni med stalinistični represijo. 